# Leon Benko
Leon Benko (Varaždin, República Socialista de Croacia, República Federal Socialista de Yugoslavia, 11 de noviembre de 1983) es un futbolista croata. Juega de delantero y milita en el N. K. Varteks.

## Selección nacional
Ha sido internacional con la selección de fútbol de Croacia; donde hasta ahora, ha jugado 4 partidos internacionales y no ha anotado goles por dicho seleccionado.

## Clubes
| Club                     | País                 | Año       |
| ------------------------ | -------------------- | --------- |
| N. K. Varteks            | Croacia              | 2003-2006 |
| F. C. Núremberg          | Alemania             | 2006-2008 |
| Standard de Lieja        | Bélgica              | 2008-2009 |
| K. V. Kortrijk           | Bélgica              | 2009-2010 |
| N. K. Slaven Belupo      | Croacia              | 2011-2012 |
| Al-Faisaly               | Arabia Saudita       | 2012      |
| H. N. K. Rijeka          | Croacia              | 2012-2014 |
| Dalian Yifang            | China                | 2014      |
| F. K. Sarajevo           | Bosnia y Herzegovina | 2014-2016 |
| N. K. Olimpija Ljubljana | Eslovenia            | 2016-2018 |
| N. K. Varaždin           | Croacia              | 2018-2021 |
| N. K. Varteks            | Croacia              | 2021-     |